# 성인 애착
심리학에서 애착 이론(theory of attachment)은 우정, 정서적 감동(emotional affairs), 성인 연인 관계 및 육체적 관계, 심지어 무생물과의 관계(이행 대상 transitional objects) 등 성인 인간 관계(adult relationships)에 적용할 수 있다. 1960-1970년대 처음 연구된 애착 이론은 1980년대 후반에는 성인 인간관계로 확장되었다. 존 보울비(John Bowlby)의 애착이론에서 말하는 아동의 작동 모델(working model)은 성인 인간관계에도 계속 영향을 끼칠 수 있는 상호작용 패턴을 형성한다.
연구자들은 이러한 애착 유형(attachment style)의 기반에 놓인 정신 작동모델(mental working model)의 조직과 안정성에 관하여 탐색해 왔다. 또한 이들은 애착 유형이 관계의 결과에 영향을 끼치는 방식, 애착 유형이 관계 역동(relationship dynamics)에서 기능하는 방식도 탐구해 왔다.

## 후속 애착 이론
메리 에인스워스(Mary Ainsworth)와 존 보울비(John Bowlby)는 아동과 양육자 연구에 관한 현대 애착 이론의 기반을 다졌다. 아동과 양육자는 수 년 동안 애착 이론의 주요 관점을 남겼다. 1980년대, 수 존슨(Sue Johnson)은 애착 이론을 성인 치료에 사용하기 시작하였다. 신디 헤이잔(Cindy Hazan)과 필립 셰이버(Phillip Shaver)는 성인 인간 관계에서 애착 이론에 관한 연구를 계속 수행하였다. 헤이잔과 셰이버는 성인간 상호작용은 아동과 양육자간의 상호작용과 유사하다는 것을 주목하였다. 예를 들어, 로맨틱 파트너나 플라토닉 파트너는 서로 가까워지길 바라는 것이 아동이 양육자에게 가까워지길 바라는 것과 유사하다는 것이다. 성인은 자신의 애착 대상 인물이 있다는 것에 편안함을 느끼고, 애착 대상이 없을 때 불안이나 외로움을 느낀다. 예를 들어 로맨틱 관계는 삶이 주는 놀라운 일이나 기회, 역경을 사람들이 맞이할 때 도움을 주는 안정적인 기반의 역할을 한다. 이러한 유사성으로 인하여 헤이잔과 셰이버는 애착 이론을 성인 인간 관계로 확장하였다.
또한 성인 간 인간 관계는 아동과 양육자 간 관계와 다르기도 하다. 이러한 두 종류의 관계는 완전히 일치하지 않지만, 애착 이론의 핵심 원칙은 아동-양육자 관계와 성인 관계 모두에 적용된다.
연구자는 자신의 이론적 관심에 비춰 애착 이론의 핵심 원칙을 설명하는 경향이 있다. 표면적으로 보았을 때 이들의 설명은 완전히 다른 것처럼 보인다. 예를 들어, 프레일리(R.C. Fraley)와 셰이버는 다음과 같이 성인 애착의 "중심 명제(central proposition)"를 설명한다.
- 영아-양육자 관계의 정서적 행동적 역동과 성인 인간 관계는 같은 생물학적 시스템에 의해 통제된다.
- 영아-양육자에서 관찰되는 개인차는 다양한 친밀한 성인 관계에서 관찰되는 개인차와 비슷하다.
- 성인 애착 행동의 개인차는 사람이 자신의 애착 역사에 기반하여 자기자신 및 밀접한 관계에 대한 기대와 신념을 반영한 것이다. 이러한 "작동 모델(working model)"은 상대적으로 안정적이며, 초기 양육 경험의 반영일 수 있다.
- 일반적으로 생각하듯, 로맨틱 러브는 애착, 양육, 성관계라는 상호 작용을 반영한 것이다.

이를 롤스(W.S. Rholes)와 심슨(J.A. Simpson)이 목록화한 애착이론의 중심 명제 5가지와 비교할 수 있다.
- 애착 관계 형성의 기본 추동력은 생물학적 요소에 의해 제공되지만, 아동이 양육자와 형성한 유대는 사람과 사람 간에 일어난 경험을 통해 형성된다.
- 초기 관계의 경험은 체계적으로 애착 관계에 영향을 주는 내적 작동 모델(internal working model)과 애착 유형(attachment style)을 창조한다.
- 성인 양육자의 애착 지향은 이들의 아동이 갖는 애착 유대에 영향을 준다.
- 작동 모델과 애착 지향은 시간이 갈수록 상대적으로 안정되지만 변화에 영향받지 않는 것은 아니다.
- 심리적 부적응(psychological maladjustment)과 임상적 장애(clinical disorder)는 부분적으로 불안정한 작동 모델과 불안정한 애착 유형에서 유래할 수 있다.

이 두 목록은 이를 만든 연구자들의 이론적 관심을 반영하고 있지만, 이를 자세히 들여다 보면 서로 비슷한 주제가 많이 있다. 이러한 주제들은 다음과 같다.
- 사람은 생물학적으로 타인과 애착을 형성하도록 추동되지만, 애착 형성 과정은 학습 경험(learning experience)의 영향을 받는다.
- 개인은 자신의 인간 관계에 대한 기대와 신념에 따라 다른 유형의 애착을 형성한다. 이러한 기대와 신념은 관계 행동(relationship behavior)을 유도하는데 사용되는 내적 작동 모델을 구성한다.
- 내적 작동 모델은 경험의 영향을 받을 수 있지만, 상대적으로 안정적이다.
- 애착의 개인차는 정신 건강과 타인과의 관계 형성의 질에 긍정적 혹은 부정적인 영향을 끼칠 수 있다.

이러한 주제는 다양한 방식으로 설명될 수 있으며, 다른 주제도 목록에 추가될 수 있다. 애착 이론의 핵심 원칙을 설명하는 방식에 상관 없이, 핵심 통찰은 동일한 애착 원칙은 평생에 걸쳐 친밀한 관계에 적용된다는 것이다. 성인 인간 관계의 애착 원칙은 아동과 양육자 간의 애착 원칙과 근본적으로 같다. 그러나 일부 연구자는 성인 인간 관계의 애착 이론을 비판하였으며, 성인 애착 이론은 단순히 아동기 애착 원칙이 성인이 되어도 효력을 계속 발휘한다는 가정일 뿐이라고 주장한다.

## 애착 유형
성인은 다음의 네 애착 유형을 갖는다.
- 안정(Secure)
- 불안몰입(Anxious preoccupied)
- 거절회피(Dismissive avoidant)
- 공포회피(Fearful avoidant)

이런 성인 애착 유형은 각각 아동기 안정 애착 유형(secure attachment style), 불안-모호 애착 유형(anxious-ambivalent attachment style), 불안-회피 애착 유형(anxious-avoidant attachment style), 혼란형 애착 유형(disorganized attachment style)에 해당한다. 아래의 성인 애착 유형에 관한 설명은 바르톨로뮤(K. Bartholomew)와 호로비츠(L.M. Horowitz)가 고안한 관계 설문, 파울라 피에트로모나코(Paula Pietromonaco)와 리사 펠트만 바렛(Lisa Feldman Barrett)의 연구 평가에 근거한 것이다. 애착 관계의 유형과 질은 성인기 삶의 만족과 직접적으로 관련될 수 있다. 평균적인 관계 지속 역시 관계 참여자(relationship participant)의 유형과 연관될 수 있다.
수 존슨 등의 전문가들은 에인스워스와 보울비의 애착이론에서 나온 원칙들을 이용한 성인 및 커플들의 치료법을 개발해 왔다. 애착 이론 원칙을 이용한 치료법은 기존의 정신 치료, 인지적 정신 치료(cognitive psychotherapy), 정서 중심 커플 치료(emotionally focused couples therapy)가 있다.

### 안정형
안정 애착 유형(secure attachment style)은 긍정적인 자기관(view of self)과 타인관(view of other)을 가진 이들에 의해 설명된다.
안정 애착 성인은 다음과 같은 설명에 대체로 동의하는 경향이 있다.
- "나는 타인과 정서적으로 친해지는 것이 비교적 쉽다.(It is relatively easy for me to become emotionally close to others.)"
- "나는 타인에게 의존하는 것과 타인이 나에게 의존하게 하는 것이 편하다.(I am comfortable depending on others and having others depend on me.)"
- "나는 혼자 있는 것과 타인이 나를 받아들이지 않는 것이 걱정되지 않는다.(I don't worry about being alone or others not accepting me.)"

이 애착 유형은 애착 대상과의 따뜻하고 반응적인 상호작용이 이뤄진 역사의 결과이다. 안정 애착 성인은 보통 자신, 애착 대상, 관계에 대한 긍정적인 관점을 가진다. 연구 성과에서 안정 애착 유형은 청소년기에서 성인기로의 부드러운 이행을 촉진한다. 이들은 다른 애착 유형의 성인에 비해 관계에서의 만족과 조율 능력이 더 큰 것으로 보인다. 안정 애착 성인은 친밀(intimacy)과 독립(independence) 모두 안정을 느낀다.
안정 애착과 적응적 기능(adaptive functioning)은 정서적으로 사용 가능하고 아동의 애착 행동에 적절히 반응하는 양육자가 촉진하며, 정적 정서와 부적 정서 조절 능력도 있다.

### 불안-몰입형
불안-몰입 애착(anxious-preoccupied attachment style)은 부정적인 자기관과 긍정적인 타인관을 가지고 있는 이에게 나타난다.
불안-몰입 애착 유형의 성인은 다음과 같은 언급에 동의한다.
- "나는 타인과 정서적으로 완전히 친밀해 지길 바라지만, 타인은 나처럼 친해지려 하지 않는다는 것을 알게 될 때가 있다.(I want to be completely emotionally intimate with others, but I often find that others are reluctant to get as close as I would like.)"
- "나는 친밀한 관계 없이 지내기에는 불편하지만, 때로는 내가 타인을 가치 있다고 여기는 만큼 타인이 나를 가치 있다고 여기지는 않을까 걱정되기도 한다.(I am uncomfortable being without close relationships, but I sometimes worry that others don't value me as much as I value them.)"

이 유형의 성인은 애착 대상으로부터 높은 수준의 친밀함(intimacy), 인정(approval), 반응(responsiveness)을 요구한다. 이들은 때때로 과도하게 애착 대상에 의존하는 정도로 친밀함에 중시한다. 안정 애착 성인에 비하여 이들은 자신에 대한 호의적린 시각이 덜하다. 이들은 애착 대상과 있을 때에만 불안감이 사라짐을 느낀다. 이들은 개인으로서 자기의 가치를 의심하고 애착 대상의 반응 결여를 자기 탓이라 생각함다. 이들은 관계에 있어 높은 수준의 정서적 표현성, 정서 조절 불능(emotional dysregulation), 근심, 충동성(impulsiveness)을 보인다.

### 거절-회피형
거절-회피 애착 유형(dismissive-avoidant attachment style)은 긍정적인 자기관과 부정적인 타인관을 지닌 이들에게서 나타난다.
이 유형의 성인은 아래와 같은 설명에 동의하는 경향이 있다.
- "나는 친밀한 정서적 관계 없이도 편안하다.(I am comfortable without close emotional relationships.)"
- "나는 독립적이고 자기충족적이라는 것을 느끼는 것이 중요하다.(It is important to me to feel independent and self-sufficient.)"
- "나는 타인에게 의존하지 않거나 타인이 나에게 의존하게 하지 않는 것을 좋아한다.(I prefer not to depend on others or have others depend on me.)"

이 유형의 성인은 높은 수준의 독립을 요구한다. 독립에 대한 갈망은 애착을 완전히 회피하는 시도로 보이기도 한다. 이들은 자기충족적이고 타인과 밀접하게 애착된 것과 관련된 느낌에 무너지지 않는다고 스스로를 생각한다. 이들은 밀접한 관계를 요구하는 것을 거절하기도 한다. 이들은 자신을 바라보는 것보다는 덜 긍정적으로 바라보는 애착 대상과의 친밀감을 추구하는 경향이 비교적 적다. 연구자들은 이 유형의 방어적 성격에 주목한다. 이 유형의 성인은 자기의 감정을 억압하고 숨기며, 애착 대상이나 인간 관계와 같은 거절(rejection)의 근원으로부터 거리를 두는 방식으로 거절에 대처하는 경향이 있다. 이들은 자신의 느낌을 억누르고 정서에 영향 받지 않는 것처럼 보이지만, 연구를 통하여 이들은 오히려 감정이 가득 실린 상황이나 내용에 생리적 반응을 강하게 보인다는 것이 밝혀졌다.

### 공포-회피형
공포-회피형 애착 유형(fearful-avoidant attachment style)은 자기와 타인 모두에게 불안정하거나 변덕스러운 관점을 가지고 있는 이들에게서 나타난다.
아동기와 청소년기 학대와 같은 상실이나 트라우마(trauma)를 가진 사람은 이러한 유형의 애착을 가질 수 있다. 그리고 아래의 진술에 동의하는 경향을 보인다.
- "나는 타인에게 가까워지는 것에 대하여 다소 불편함을 느낀다(I am somewhat uncomfortable getting close to others.)"
- "나는 정서적으로 가까운 관계를 원하지만, 타인을 완전히 신뢰하거나 그들에게 의존하는 것이 어렵다는 것을 안다.(I want emotionally close relationships, but I find it difficult to completely trust others, or to depend on them.)"
- "나는 타인에게 지나치게 가까워진다면 상처받을 것이라는 것을 걱정하기도 한다.(I sometimes worry that I will be hurt if I allow myself to become too close to other people.)"

이들은 정서적 친밀함(emotional closeness)을 불편해 하는 경향이 있다. 이러한 느낌은 자기와 애착 대상에 대한 무의식적 부정적 관점과 연결되기도 한다. 이들은 애착 대상으로부터 오는 반응에 대하여 자신은 그러한 것을 받을 가치가 없다고 느끼며, 자신의 애착 대상의 의도를 신뢰하지 않기도 한다. 거절-회피 애착 유형과 비슷하게, 공포-회피 애착 유형 역시 애착 대상으로부터 친밀감을 추구하는 경향이 적으며 자기의 느낌을 자주 억누르거나 거부한다. 이 때문에 이들은 애착을 표현하는 것을 더욱 어려워 한다.
연구들은 불안정 애착 유형 인물은 우울이나 불안 장애와 같은 정신 건강 문제에 더욱 취약할 것이며, 이에 더하여 성인기 건강한 애착 형성에 어려움을 보일 것이라고 제시하였다. 다른 연구는 개인의 애착 유형은 성인으로서의 자존감(self-esteem)에 영향을 줄 것이라고 제시하였다.

## 애착 작동 모델
보울비는 아동이 양육자와의 상호작용으로부터 배운다는 것을 관찰하였다. 많은 상호작용을 통하여 아동은 양육자에 대한 접근가능성(accessibility)과 양육자의 소용(helpfulness)에 관한 기대를 형성한다. 이러한 기대는 자신과 양육자에 대한 아동의 사고를 반영한다.
접촉 가능하다는 것을 제외하고 애착 대상 인물(attachment figure)이 잘 반응해 줄 수 있다는 확신은 최소한 두 가지 변수에 좌우된다고 볼 수 있다. (a) 애착 대상이, 지지와 보호에 대한 요구에 잘 대응하는 사람이라고 판단되는지 여부. (b) 자기 자신이, 여느 타인 특히 애착 대상 인물이 도움되는 방향으로 잘 반응해 줄 수 있는 사람이라고 판단되는지 여부. 논리적으로 이 두 변수는 독립적이다. 실제로 이 둘은 혼동되기 쉽다. 그 결과, 애착 대상 인물 모델과 자기 모델은 상호 보완적이고 상호 확정적으로 발전하는 경향이 있다.(Bowlby, 1973, p. 238)

양육자에 대한 아동의 생각, 양육자로부터 아동이 좋은 돌봄을 받는 자격이 얼마나 되는지 정도는 애착의 작동 모델(working models)을 형성한다. 작동 모델은 아동이 양육자의 반응을 예측하고 양육자의 반응을 얻기 위한 계획을 세우게 함으로써 행동을 이끄는데 도움을 준다. 보울비는 작동 모델이 한 번 형성되면 비교적 안정적이라고 주장하였다. 아동은 새로운 경험에 맞춰 작동 모델을 바꾸기 보다는, 항상 자신의 작동 모델에 비춰 경험을 해석한다. 그러나 경험이 자신의 작동 모델에 근거하여 해석될 수 없을 때면, 아동은 자신의 작동 모델을 수정하기도 한다.
헤이젠과 셰이버가 성인 연인 관계까지 애착 이론을 확장하였을 때, 이들 역시 작동 모델 개념을 여기에 포함시켰다. 성인 작동 모델 연구는 두 가지 이슈에 주목하였다. 첫째, 작동 모델을 형성하는 사고는 마음 속에서 어떻게 조직되는가? 둘째, 작동 모델은 시간이 흐르면서 얼마만큼 안정적인가? 간단하게 살펴보면 이 질문들은  아래와 같이 논의된다.

### 작동 모델 조직
바르톨로뮤(K. Bartholomew)와 호로비츠(L.M. Horowitz)는 작동 모델은 두 부분으로 구성된다고 제안하였다. 한 부분은 자기에 대한 생각에 관한 것, 다른 한 부분은 타인에 대한 생각에 관한 것이다. 나아가 이들은 한 사람의 자신에 대한 생각은 대체로 긍정적이거나 대체로 부정적이라고 제안한다. 마찬가지로 한 사람의 타인에 대한 생각 역시 이와 같다. 이러한 제안을 테스트하고자 바르톨로뮤와 호로비츠는 애착 유형, 자존감(self-esteem), 사회성(sociability) 사이의 관련성에 주목하였다. 아래의 표는 그것을 보여준다.
|                                        |                | 자존감(Self-esteem) (자기에 관한 사고) | 자존감(Self-esteem) (자기에 관한 사고) |
| 긍정(Positive)                         | 부정(Negative) |                                        |                                        |
| -------------------------------------- | -------------- | -------------------------------------- | -------------------------------------- |
| 사회성(Sociability) (타인에 관한 사고) | 긍정(Positive) | 안정(Secure)                           | 불안-몰입(Anxious-preoccupied)         |
| 사회성(Sociability) (타인에 관한 사고) | 부정(Negative) | 거절-회피(Dismissive-avoidant)         | 공포-회피(Fearful-avoidant)            |

안정형 애착 유형과 거절형 애착 유형은 불안형 애착 유형과 공포형 애착 유형보다 높은 자존감을 보인다. 이는 작동 모델에서의 자기에 대한 긍정적 사고와 부정적 사고 사이의 차이에 해당한다. 안정형 애착 유형과 불안형 애착 유형은 거절형 애착 유형과 공포형 애착 유형에 비하려 높은 사회성을 보인다. 이는 작동 모델에서의 타인에 대한 긍정적 사고와 부정적 사고 사이의 차이에 해당한다. 이러한 결과는 작동 모델은 자기에 대한 생각과 타인에 대한 생각 두 영역을 포함하며, 각 영역은 대체로 긍정적이거나 대체로 부정적인 것으로 특징지어질 수 있다는 것을 보여준다.
볼드윈(M.W. Baldwin) 등의 연구에서는 애착 작동 모델의 관계 도상(relational schema) 이론을 적용하였다. 관계 도상은 애착 대상 인물이 주기적으로 서로 상호소통하는 방식에 광한 정보를 포함한다. 파트너 간에 규칙적으로 발생하는 상호작용의 각 패턴에 있어, 관계 도상은 다음과 같은 사항을 포함하면서 형성된다.
- 자기에 관한 정보
- 애착대상에 관한 정보
- 상호작용이 보통 전개되는 방식에 관한 정보

예를 들어, 한 사람이 파트너에게 허그나 키스를 주기적으로 요구하고 파트너는 허그나 키스로 응답하면, 그 사람은 예측 가능한 상호작용을 보이는 관계 도상을 형성한다. 관계 도상은 자기에 대한 정보를 포함하고 있으며(예) "나는 많은 신체적 애정이 필요하다"), 파트너에 대한 정보를 담고 있고(예) "나의 파트너는 애정 많은 사람이다"), 상호작용이 항상 전개되는 방식에 관한 정보도 포함되어 있다. 이 정보는 '만약-그러면 진술(if-then statement)'(예) "만약 내가 파트너에게 허그나 키스를 요구하면, 그러면 나의 파트너는 허그나 키스로 응답하여 나를 편안하게 할 것이다.")이라고 요약할 수 있다. 관계 도상은 사람들에게 파트너의 반응을 예상하고 그것을 얻기 위한 계획을 세우게 함으로써 관계에서의 행동을 이끄는데 도움을 준다.
볼드윈(Baldwin) 등은 애착 작동 모델은 관계 도상으로 구성되어 있다고 제안하였다. 관계 도상이 자기에 대한 정보와 타인에 대한 정보를 포함한다는 사실은 이전의 작동 모델 개념과 일치한다. 작동 모델에 대한 관계 도상의 독특한 공헌은 애착 대상과의 상호 작용이 항상 전개되는 방식에 관한 정보이다. 관계 도상은 상호작용에 관한 만약-그러면 진술을 작동 모델에 추가한다. 작동 모델은 관계 도상으로서 조직된다는 것을 보이고자, 볼드윈 등은 신뢰(trust), 의존(dependency), 가까움(closeness)에 관한 상호작용을 묘사하는 일련의 글로 쓰인 시나리오를 창출한다. 예를 들어, 가까움에 관한 시나리오는 다음을 포함한다.
- 당신은 애착 대상과 더 많은 시간을 쓰길 원한다.(You want to spend more time with your attachment.)
- 당신은 파트너에게 허그나 키스를 하려고 접촉한다.(You reach out to hug or kiss your partner.)
- 당신은 애착 대상에게 얼마나 깊이 그들을 느끼는지 이야기한다.(You tell your attachment how deeply you feel for them.)

각 시나리오를 따르면, 사람은 어떻게 애착대상에게 반응할 지에 대한 두 가지 옵션을 제공받는다. 하나는 애착대상이 '당신을 받아들인다(accept you)', 다른 하나는 애착대상이 '당신을 거절한다(reject you)'이다. 그러면 참가자들은 7개 포인트 척도(seven-point scale)에 대한 각 반응의 가능성을 측정하도록 요구받는다. 가능한 애착 반응에 대한 평가는 사람들의 애착 유형에 해당한다. 안정형 애착 성인은 애착대상으로부터의 반응 수용을 기대하는 경향이 크다. 위의 시나리오 중 세 번째 것에 대한 이들의 관계 도상은 "만약 내가 파트너에게 얼마나 내가 그를 느끼는지 말한다면, 파트너는 받아줄 것이다.(If I tell my partner how deeply I feel for them, then my partner will accept me.)"일 것이다. 다른 애착 유형 성인은 애착대상으로부터의 반응 수용을 기대하는 경향이 상대적으로 적다. 세번째 시나리오에 대한 이들의 관계 도상은 "만약 내가 파트너에게 얼마나 내가 그를 느끼는지 말한다면, 파트너는 받아줄 것이다.(If I tell my partner how deeply I feel for them, then my attachment will reject me.)"일 것이다. 애착 유형 차이는 관계 도상 차이를 반영한 것이다. 따라서 관계 도상은 애착 작동 모델 조직을 이해하는데 사용될 것이다. 이는 추후 연구에서도 보여 왔다.
작동 모델에 관한 관계 도상은 위계가 조직되는 경향이 있다. 볼드윈은 다음과 같이 말하였다.
예를 들어, 타인이 일부만 예측할 수 없게 자신의 욕구에 반응하는 경향이 있다는 취지 하에, 사람은 일반적인 관계 작동 모델을 가지고 있다. 더욱 특별한 수준에서, 손님이나 연인과 같은 서로 다른 역할 관계를 고려하면, 이러한 기대는 다른 형태를 취할 것이다. 연인 관계에서, 기대는 특정 애착 대상, 특정 상황, 표현된 특정 욕구에 의하여 유의미하게 다양할 것이다.(A person may have a general working model of relationships, for instance, to the effect that others tend to be only partially and unpredictably responsive to one's needs. At a more specific level, this expectation will take different forms when considering different role relationships, such as customer or romantic partner. Within romantic relationships, expectations might then vary significantly depending on the specific attachment, the specific situation, or the specific needs being expressed.) (Baldwin, 1992, p. 429).

위계의 최상 단계는 모든 관계에 적용하는 매우 보편적으로 사용하는 관계 도상을 포함한다. 위계의 다음 단계는 일부 관계에 적용하는 관계 도상을 포함한다. 위계의 최하 단계는 특정 관계에 적용하는 관계 도상을 포함한다.
일부 전문가는 작동 모델의 위계적인 조직에 대하여 제안하였다. 피에트로모나코와 바렛(L.F. Barrett)은 말하였다.
이런 관점으로부터, 사람은 자기와 타인에 대한 단일한 세트의 작동 모델을 가지고 있지 않다. 오히려 사람은 고등 단계에서 애착 관계에 관한 추상적인 규칙이나 가정, 저등 수준에서 특정 관계와 관계에서 발생하는 이벤트에 관한 정보를 포함하는 일군의 모델을 가지고 있다. 이러한 아이디어는 또한 작동 모델은 단일한 실체가 아니라 다면적 표상(multifaceted representations)으로, 한 단계에서의 정보가 다른 단계에서의 정보와 일치할 필요는 없다는 것이다.(From this perspective, people do not hold a single set of working models of the self and others; rather, they hold a family of models that include, at higher levels, abstract rules or assumptions about attachment relationships and, at lower levels, information about specific relationships and events within relationships. These ideas also imply that working models are not a single entity but are multifaceted representations in which information at one level need not be consistent with the information at another level.) (Pietromonaco & Barrett, 2000, page 159)

모든 작동 모델 위계는 일반적 작동 모델(general working model)(위계 상급)과 관계 특정 작동 모델(relationship-specific working model)(위계 하급)이 모두 있다. 연구들을 통해 두 작동 모델 존재 모두 지지되고 있다. 사람들은 일반적 애착 유형을 말하라고 요청 받을 때 그렇게 대답할 수 있으며, 사람들의 관계 대다수는 자신의 일반적 애착 유형과 연관된다. 일반적인 애착 유형은 많은 관계에 적용되는 일반적 작동 모델이다. 그러나, 사람들은 역시 친구, 부모, 연인에게 서로 다른 애착 유형을 보고한다. 관계 특정 애착 유형은 관계 특정 작동 모델을 가리킨다. 일반적 작동 모델과 관계 특정 작동 모델이 하나의 위계로 조직된다는 것은 오버롤(N.C. Overall), 플랫처(G.J. Fletcher), 프리센(M.D. Friesen)의 공동 연구에서 기인한다.
요컨대, 애착 유형의 기반이 되는 정신 작동 모델은 관계 도상으로 조직되는 자기에 관한 정보와 타인에 관한 정보를 포함한다. 관계 도상 자체는 3층 위계로 조직된다. 위계의 최상층은 모든 관계에 적용되는 일반적 작동 모델에 대한 관계 도상을 포함한다. 중층은 친구, 부모, 연인 등 서로 다른 각 유형의 관계에 적용되는 작동 모델에 대한 관계 도상을 포함한다. 최하층은 특정 관계의 작동 모델에 대한 관계 도상을 포함한다.

### 작동 모델의 안정성
연구자들은 애착 유형의 관찰을 통하여 작동 모델의 안정성을 연구한다. 애착 유형은 생각(thought)과 기대(expectation)이라는 작동 모델을 구성하는 요소를 반영한다. 그러므로 애착 유형의 변화는 작동 모델의 변화를 의미한다.
약 70–80%의 사람들은 시간이 흘러도 애착 유형의 유의미한 변화를 경험하지 않는다. 대부분의 사람들의 애착 유형이 변화하지 않는다는 것은 작동 모델이 상대적으로 안정적이라는 것이다. 그러나 약 20-30의 사람들은 실제로 애착 유형의 변화를 보인다. 이러한 변화는 몇 주 혹은 몇 달에 걸쳐서 발생할 수 있다. 애착 유형의 변화를 경험하는 사람들의 수, 그리고 그 변화가 발생하는 시기가 짧다는 것, 이러한 것은 작동 모델은 엄밀히 말하여 성격적 특성(personality trait)이 아니라는 것이다.
애착 유형이 변화하는 원인은 잘 알려져 있지 않다. 워터스(E. Waters), 웨인필드(N.S. Weinfield), 해밀튼(C.E. Hamilton)은 부정적인 삶의 경험이 애착 유형의 변화를 일으킬 때도 있다고 주장한다. 이들의 주장은 부정적인 사건들을 겪은 이들 역시 애착 유형 변화를 겪는 편이라는 증거를 통하여 입증된다. 데빌라(J. Davila), 카니(B.R. Karney), 브레드베리(T.N. Bradbury)는 애착 유형 변화를 야기하는 요소의 4가지 세트를 밝혔다. 그것은 다음과 같다.
(a) 부득이한 상황에 의하여 발생한 사건과 환경(situational events and circumstances)

(b) 관계 도상의 변화(changes in relational schemas)

(c) 성격 변화(personality variables)

(d) 성격 변화와 상황적 사건의 조합(combinations of personality variables and situational events)
이들은 어느 요소 세트가 가장 잘 애착 유형 변화의 원인인지를 보기 위한 연구를 수행하였다. 이 연구를 통하여 네 세트 모두 애착 유형 변화를 일으킨다는 것을 밝혔다. 결국 애착 유형 변화는 복잡하고 여러 요소에 달려 있는 것이다.

## 관계의 산물
성인 관계는 그 산물이 다양하다. 인간 관계 중 일부는 당사자가 다른 관계에서의 당사자에 비하여 만족도가 더 높으며, 애착이 관계의 만족과 지속에 영향을 주는지에 관한 의문이 있다.

### 만족
일부 연구는 애착 유형을 관계 만족(relationship satisfaction)과 연결지어 왔다. 흔히 안정 애착 유형의 성인은 인간 관계에서의 만족도가 비교적 크다. 불안정 애착 혹은 불안이나 회피 애착 유형 성인은 인간 관계에서의 만족이나 전념(commitment) 정도가 보다 낮은 경향이 있다.
애착 유형과 결혼의 만족도 사이의 연관성은 견고하게 구축되어 왔지만, 애착 유형이 결혼 만족도에 영향을 주게 하는 기제는 여전히 미상이다. 한 기제는 소통(communication)일 것이다. 안정형 애착 유형은 보다 건설적인 소통과 보다 친밀한 자기노출(self-disclosure)로 가게 되며, 그로 인하여 관계의 만족도를 높인다. 애착 유형이 관계 만족에 영향을 주게 하는 또 다른 기제는 정서적 표현성(emotional expressiveness), 갈등 대처 전략, 상대방의 지지에 대한 인식이 있다. 추후 연구를 통해 애착 유형이 관계 만족에 영향을 주는 방식을 한층 더 규명해야 한다.

### 지속
일부 연구에서는 안정 애착 유형 성인은 더 지속적인 관계를 갖는다고 밝히고 있다. 원인 중 하나는 전념(commitment)에 있다. 안정 애착 유형 성인은 자신의 관계에 더 전념하는 경향이 있다. 또한 성인 애착 유형 성인은 관계에 더 만족하는 경향이 있는데, 이는 관계에 더 오래 머물게 한다. 그러나 안정 애착 유형을 갖는 것이 반드시 장기 지속적 관계를 보장하는 것은 아니다. 불안 및 회피 애착 유형의 성인은 관계 당사자로서 관계에 전념하는 수준이 낮다고 본다.
또한 안정 애착 유형만이 안정적인 관계와 관련한 애착 유형은 아니다. 불안-몰입 애착 유형 성인은 장기지속적이지만 불행한 관계에 놓여 있을 때가 있다. 불안-몰입 애착 유형 성인은 버려질 것에 대한 불안과 어느 한 관계에서의 자신의 가치에 대한 의심을 가지고 있기도 하다. 이런 느낌과 생각은 불행한 관계에 머물게 하기도 한다.

## 관계 역동
애착은 당사자가 서로의 상호 관계를 맺는 방식에서 중요한 역할을 한다. 예를 들어, 정동 조절, 지지, 친밀감, 질투에 있어 애착이 발휘하는 효과에 대한 애착의 역할이 있다. 이러한 사례는 아래에서 간단히 소개하겠다. 또한 애착은 갈등, 소통, 성적 취향 등 많은 상호작용에서도 주요한 역할을 하지만 여기서는 다루지 않는다.

### 정동 조절
보울비의 아동 연구에서 그는 몇몇 사건은 불안을 촉발하고 사람들은 양육자로부터 친밀과 안락을 찾는 방식으로 불안을 잠재우려 한다는 것을 밝혔다. 다음의 세 주요 조건은 아동의 불안을 촉발한다.
- 아동의 조건 (피로, 허기, 질병, 고통, 추위 등)
- 양육자의 조건 (양육자 부재, 양육자 사망, 양육자 접촉 방해, 양육자의 타 아동에 대한 집중 등)
- 환경의 조건 (놀라운 사건, 타인의 비난, 타인의 거절)

이런 조건으로 촉발된 불안으로 사람은 육체적으로 양육자에게 더 근접하게 되는 행동을 하게 하는 동기를 제공한다. 유사한 역동은 성인에게 있어 타인이 자신에게 관심을 갖는 관계에서도 발생한다. 개인의 안녕에 관한 조건, 관계 당사 파트너에 관한 조건, 환경에 관한 조건은 성인 불안을 촉발할 수 있다. 성인은 파트너에 대한 신체적 심리적 근접을 추구함으로써 불안을 경감하려 한다.
미쿨린서(M. Mikulincer), 셰이버(P.R. Shaver), 페렉(D. Pereg)은 이러한 역동에 대한 모델을 개발하였다. 모델에 의하면, 사람이 불안을 겪으면 관계 당사 파트너와 가까워지는 것을 찾음으로써 불안을 줄이려 한다. 그러나 파트너는 더 큰 근접성에 대한 요구를 수용하거나 거절할 것이다. 이로 인해 사람은 불안을 잠재울 다른 전략을 사용하게 된다. 불안을 줄이는 것에 관한 세 가지 주요 전략은 다음과 같다.

#### 1. 첫 번째 전략: 안정 기반 전략(security-based strategy)
아래 도표는 안정 기반 전략에서의 사건 순서이다.
| 촉발 조건 인지 (Perceiving Triggering Conditions) | ← | 일상생활 (Everyday Activities)                       |
| ↓                                                 |   | ↑                                                    |
| 불안 촉발 (Provokes Anxiety)                      |   | 불안 경감 혹은 해소 (Reduces or Eliminates Anxiety)  |
| ↓                                                 |   | ↑                                                    |
| 파트너에게 밀착 요구 (Seeks Closeness to Partner) | → | 파트너의 긍정적인 반응 (Partner Responds Positively) |

사람은 불안을 유발하는 무언가를 인지한다. 이후에는 애착 대상에 대한 신체적 심리적 가까움을 요구하여 불안을 줄이려 한다. 애착 대상은 근접에 대한 요구에 긍정적으로 반응하며, 이는 안정감을 재확인하고 불안을 줄인다. 사람은 일상 활동으로 돌아간다.

#### 2. 두 번째 전략: 과활성화 전략(hyperactivation strategy) 혹은 불안 애착(anxiety attachment strategy) 전략
아래 도표는 과활성화 전략에서의 사건 순서이다.
| 촉발 조건 인지 (Perceiving Triggering Conditions)    | ← | 일상생활 (Everyday Activities)                         |
| ↓                                                    |   |                                                        |
| 불안 촉발 (Provokes Anxiety)                         |   |                                                        |
| ↓                                                    |   |                                                        |
| 파트너에게 밀착 요구 (Seeks Closeness to Partner)    |   |                                                        |
| ↓                                                    | ↖ |                                                        |
| 파트너의 부정적인 반응 (Partner Responds Negatively) | → | 불안정 및 불안 증대 (Increseas Insecurity and Anxiety) |

사건은 안정 기반 전략과 같은 방식으로 시작한다. 무언가 불안을 자극하고, 그러면 애착 대상에 대한 신체적 심리적 가까움을 요구하여 불안을 줄이려 한다. 애착 대상은 더 큰 접근에 대한 요구를 묵살한다. 반응의 부재로 인하여 불안감과 불안감이 증대된다. 그러면 애착 대상과의 사이클에 갇히게 된다. 그 사람은 더 가까이 가려 하지만 애착 대상은 더 큰 접근에 대한 요구를 거절하고, 이로 인하여 사람은 가까이 가기를 더 힘들어 하며, 이후 애착 대상이 다른 거절을 하게 된다. 애착 대상이 마지막에는 긍정적으로 반응하여 안정 기반 전략으로 상황이 옮겨질 때, 당사자가 애착 대상으로부터 긍정적인 반응을 받기를 포기하면서 당사자가 애착-회피 전략(attachment-avoidant strategy)으로 전환할 때에만 이 사이클은 끝이 난다.

#### 3. 세 번째 전략: 애착 회피 전략(attachment avoidance strategy)
아래 도표는 애착 회피 전략에서의 사건 순서이다.
| 촉발 조건 인지 (Perceiving Triggering Conditions)    | ← | 일상생활 (Everyday Activities)                                   |
| ↓                                                    |   | ↑                                                                |
| 불안 촉발 (Provokes Anxiety)                         |   | 불안 억압 및 거리두기 (Anxiety Suppression and Distancing)       |
| ↓                                                    |   | ↑                                                                |
| 파트너에게 밀착 요구 (Seeks Closeness to Partner)    |   | 파트너 긍정적 반응 포기 (Giving Up on Getting Positive Response) |
| ↓                                                    |   | ↑                                                                |
| 파트너의 부정적인 반응 (Partner Responds Negatively) | → | 불안정 및 불안 증대 (Increseas Insecurity and Anxiety)           |

사건은 안정 기반 전략과 같은 방식으로 시작한다. 당사자가 불안을 유발하는 무언가를 감지하고, 애착 대상에 대한 신체적 심리적 가까움을 요구하여 불안을 줄이려 한다. 그러나 애착 대상은 이에 호응하지 않거나 근접에 대한 요구를 묵살한다. 반응 부재는 불안정을 자극하고 불안감을 높인다. 당사자는 애착 대상으로부터의 긍정적인 반응을 받길 포기하고 불안을 억압하며 애착 대상으로부터 거리를 둔다.
미쿨린서•셰이버•페렉은 이와 같은 애착 불안 조정 전략은 매우 다른 결과를 가져온다고 주장한다. 애착 기반 전략은 타인이 특정 방식으로 행동하는 방식에 대한 긍정적인 설명을 하는 경향이 큰 것과 같은 보다 긍정적인 사고를 가져오고, 또한 사람과 사건에 대한 긍정적인 기억도 가져온다. 더욱 긍정적인 사고는 어려운 문제나 스트레스 상황에 대한 보다 창의적인 반응을 부추긴다. 과활성화 전략과 애착 회피 전략은 더욱 부정적인 사고를 일으키고 문제 해결과 스트레스 상황에 있어서의 창의성을 낮춘다. 안정 기반 전략은 애착 대상으로부터의 긍정적인 반응을 조건으로 한다. 이러한 관점에서, 사람은 기꺼이 그리고 능력상 당사자의 근접 요구에 긍정적으로 반응할 수 있는 애착 대상을 갖는 사람에게 도움이 되게 하며, 그래서 이들이 안정 기반 전략을 사용하여 불안을 다룰 수 있게 한다.

### 지지
어려운 상황에 처하였을 때에 애착 대상이 지지를 제공해 줄 수 있기 때문에 애착 대상에 대하여 가까워질 때에 불안감을 덜 느낀다. 지지에는 애착 대상으로부터 받는 안락, 지원, 정보가 있다.
애착 대상은 타인으로부터의 지지를 인식하는 것과 타인으로부터 지지를 찾는 경향에 영향을 준다. 한결 같이 긍정적으로 밀착에 대한 요청에 응하는 파트너와의 관계를 형성하고 있는 성인은 안정적인 애착 대상을 가지는 경향이 있으며, 그에 대한 대가로 이들은 지지를 더 추구한다. 반대로 긍정적으로 반응하는 것에 일관되지 않거나 지지에 대한 요구를 거절하는 파트너와의 관계에 있는 성인은 다른 애착 유형을 갖는 경향이 크다. 안정 애착 유형 성인은 애착 대상이 과거에 믿을 만한 지지를 제공하였고 필요할 때에 지지에 요청하는 경향이 더 크기 때문에, 애착 대상이 지지를 제공하는 것을 신뢰한다. 불안정 애착 유형 성인은 보통 애착 대상으로부터 지지 반응을 받아 본 역사가 없다. 이들은 애착 대상에 덜 의존하고 필요할 때에 지지를 요청하는 일이 드물 가능성이 높지만, 또 다른 요인이 있을 수도 있다.
사람들이 애착 대상을 인식하는 방식의 변화는 지지를 인식하는 방식의 변화와 함께 일어나는 경향이 있다. 한 연구는 대학생들이 어머니, 아버지, 동성 친구, 이성 친구에 대하여 갖는 애착에 대한 인식을 조사하였다. 이 연구에서는 학생이 특정 관계에서 애착의 변화를 보이면 이들은 관계에서의 지지에 대한 변화도 보인다고 밝혔다. 한 관계에서 애착 대상이 변화하는 것은 다른 관계에서의 지지에 대한 인식에 영향을 주지 않았다. 애착의 변화와 지지의 변화 간의 관련성은 관계 특정성(relationship-specific)이 있다.

### 친밀
애착 이론에서는 항상 친밀감(intimacy)을 중시한다. 보울비는 다음과 같이 언급하였다.
애착 이론은 특정 개인과의 친밀한 정서 유대를 형성하는 성향을 인간 본성의 기본적인 요소로 보며, 신생아 단계에서 태아 형태일 때에 이미 존재하며 성인의 삶을 관통하여 노년기까지 지속된다.(Attachment theory regards the propensity to make intimate emotional bonds to particular individuals as a basic component of human nature, already present in germinal form in the neonate and continuing through adult life into old age.) (Bowlby, 1988, pp. 120–121)

친밀감 욕구는 생물학적 근원이 있으며, 거의 대부분의 사람들에게 있어 친밀감 욕구는 탄생부터 사망까지 지속된다. 또한 친밀감 욕구는 애착 대상에 대한 중요한 영향을 가지고 있다. 친밀감 욕구를 자주 충족시키는 관계는 안정 애착 대상을 가질 가능성이 더 높다. 친밀감 욕구를 거의 충족시키지 못한 관계는 상대적으로 안정 애착 대상을 가질 가능성이 더 낮다.
콜린스(N.L. Collins)와 피니(B.C. Feeney)는 애착 대상과 친밀감 사이의 관계를 상세히 연구하였다. 이들은 사람이 자신에 대한 중요한 무언가를 노출하고, 애착 대상은 그것을 노출한 사람이 가치부여되고(validated) 이해와 돌봄을 받는다고 느끼게 하는 방식으로 반응하는 상호관계의 특별 세트라고 정의한다. 이러한 상호작용은 보통 언어적 자기노출(self-disclosure)이지만, 또한 터치, 허그, 키스, 성행위와 같은 비언어적 형태의 자기표현(self-expression)이기도 하다. 이러한 관점에서 친밀감은 다음과 같은 것을 필요로 한다.
- 한 개인의 진실한 생각, 느낌, 바람, 공포에 대한 노출을 하려는 의지(willingness to disclose one's true thoughts, feelings, wishes, and fears)
- 돌봄과 정서적 지지를 위하여 애착 대상에게 의지하려는 의지(willingness to rely on an attachment for care and emotional support)
- 연인 관계 혹은 잠재적 연인 관계의 경우 신체적 친밀감으로 가려는 의지(willingness to engage in physical intimacy in the case of romantic or potential romantic partners)

콜린스와 피니는 각 애착 유형이 자기노출하려는 의지, 파트너에 대한 의존의 의지, 신체적 친밀감으로 가려는 의지에 어떻게 관련 있는지를 보여주는 연구들을 검토하였다. 안정 애착 유형은 다른 애착 유형에 비하여 더 많은 자기노출, 더 많은 파트너에 대한 의존, 더 많은 신체적 친밀감을 보였다. 그러나 한 관계에서 친밀감의 양은 인격(personality)이라는 변수와 상황적 환경에 따라 다양할 수 있으며, 그래서 각 애착 유형은 일 개인이 자신이 살고 있는 특정 친밀 환경에 그 개인을 적용하도록 기능하기도 한다.
마셰크(D.J. Mashek)와 셔먼(M.D. Sherman)은 파트너와의 밀착에 대한 요구가 덜한 사례에 대한 연구를 수행한 바 있다 때때로 너무 많은 친밀감은 숨이 막히게 한다. 이런 상황에서 사람은 파트너와의 밀착을 덜 요구한다. 반대로 애착 유형과 밀착도의 저하와의 관계성은 예측 가능하다. 공포-회피 애착 유형과 불안-몰입 애착 유형은 보통 파트너에 대한 밀착을 원하는 정도가 상대적으로 크다. 거절-회피 애착 유형은 보통 파트너에 대한 밀착을 원하는 정도가 상대적으로 적다. 반대로, 파트너와의 밀착을 덜 원하는 사람들 중에 대부분(일부 연구에서는 57% 정도)에서 거절-회피 애착 유형이 차지하는 비중은 월등히 우세하긴 하다. 이는 안정, 불안-몰입, 공포-회피 애착 유형이 파트너에 대한 밀착 정도를 적게 하려는 경우가 때때로  있다는 것을 보여준다. 밀착이 덜한 것을 원하는 욕구는 애착 유형 자체만으로는 결정되지 않는다.

### 질투
질투는 한 사람이 가치있는 관계가 라이벌에게 위협받는다고 믿을 때에 발생하는 사고, 느낌, 행동을 말한다. 질투하는 사람은 지지, 친밀감, 기타 가치 있는 관계의 질을 유지하는 것에 대한 불안을 경험한다. 언급하였듯이 애착이 불안 조정, 지지, 친밀감에 관련이 있을 때, 애착이 질투와 연관있다는 것 역시 놀랍지 않다.
보울비는 아동의 애착 행동은 라이벌의 존재에 의하여 촉발될 수 있다는 것을 관찰하였다.
대부분의 어린 아동에게 있어 엄마가 다른 아기를 안고 있는 것을 보는 것만으로도 강력한 애착 행동을 일으키기 충분하다. 나이 많은 아이가 엄마에게 밀착을 요구하거나 무릎 위에 올라간다. 그 아이는 자기가 아기인 것처럼 행동한다. 이러한 잘 알려진 행동은 엄마의 관심 결여 및 아이에 대한 반응 결여에 개하여 아이가 반응하는 특수한 상황에 불과하다. 그러나 엄마가 관심을 갖고 반응할 때조차 큰 아이가 이렇게 행동한다는 사실은 더 많은 것을 시사한다. 레비의 1937년 선구 실험 역시 엄마의 무릎에 아기가 있는 것만으로도 큰 아이는 더 엄마에게 매달린다고 밝혀졌다.(In most young children the mere sight of a mother holding another baby in her arms is enough to elicit strong attachment behavior. The older child insists on remaining close to his mother, or on climbing onto her lap. Often he behaves as though he were a baby. It is possible that this well-known behavior is only a special case of a child reacting to their mother's lack of attention and lack of responsiveness to him. The fact, however, that an older child often reacts in this way even when his mother makes a point of being attentive and responsive suggests that more is involved. The pioneer experiments of Levy (1937) also indicate that the mere presence of a baby on a mother's lap is sufficient to make an older child much more clinging.) (Bowlby, 1969/1982, page 260)

아동이 양육자의 관심을 다투는 라이벌을 보면 아이는 양육자에게 다가가 관심을 끌려 한다. 이러한 시도는 애착 체계가 활성화되었다는 것을 보여준다. 그러나 라이벌의 출현 역시 아동의 질투를 유발한다. 형제자매 라이벌에 의해 촉발된 질투는 상세히 묘사되어 왔다. 최근 연구들에서는 매우 어린 나이에도 라이벌 한 명은 질투를 일으킨다는 것을 보여 왔다. 라이벌의 존재는 생후 6개월 영아도 질투를 유발할 수 있다. 아동에게서 애착과 질투는 모두 라이벌의 존재로 인하여 유발될 수 있다.
또한 성인에게서도 애착과 질투는 같은 인식적 단서를 통하여 촉발될 수 있다. 애착은 라이벌과의 시간 보내기라고 믿을 때, 애착의 부재는 가까워지려는 욕구와 질투 모두를 촉발할 수 있다. 또한 라이벌의 존재는 애착에 대한 욕구와 질투를 더 촉발할 수 있다.
애착 유형의 차이는 질투를 표현하는 빈도와 패턴 모두에 영향을 줄 수 있다. 불안-몰입 애착 유형이나 공포-회피 애착 유형은 안정 애착 유형보다 더 자주 질투를 표현하고 라이벌을 위협적으로 바라보는 것이 더 크다. 또한 각각의 애착 유형은 저마다 다르게 질투를 표현한다. 한 연구는 다음과 같다.
안정 애착 유형 참가자들은 다른 감정보다도 분노를 더 강렬하게 느꼈고, 특히 그들의 애착 대상 인물을 향하여, 다른 참가자들이 표현하는 것보다도 상대적으로 더 그럴 가능성이 높았다. 그리고 비록 불안 성향 참가자들은 분노를 상대적으로 강렬하게 느꼈고, 다른 참가자들만큼 민감성을 통하여 분노를 표현할 가능성이 높았지만, 그들은 실제로 자신의 애착 대상인물과 대립할 가능성은 상대적으로 낮았다. 이는 열등감과 공포 때문일 수도 있으며, 특히 불안 애착 특성과 분노의 직접적 표현을 억제하도록 기대되었기 때문일 수도 있다. 두 연구에서 회피 성향 참가자는 안정 성향 참가자들보다 슬픔을 더 강렬하게 느꼈다. 또한 회피 성향 참가자들은 타인보다 자존감을 지키기 위하여 노력할 가능성이 상대적으로 더 높았고, 그 결과로 애착 대상 인물에게 더 가까이 가는 가능성은 더 낮았다.(Securely attached participants felt anger more intensely than other emotions and were relatively more likely than other participants to express it, especially toward their attachment. And although anxious participants felt anger relatively intensely, and were as likely as others to express it through irritability, they were relatively unlikely to actually confront their attachment. This might be attributable to feelings of inferiority and fear, which were especially characteristic of the anxiously attached and which might be expected to inhibit direct expressions of anger. Avoidants felt sadness relatively more intensely than did secures in both studies. Further, avoidants were relatively more likely than others to work to maintain their self-esteem and, perhaps as a consequence, relatively unlikely to be brought closer to their attachment.) (Sharpsteen & Kirkpatrick, 1997, page 637)

한 후속 연구에서는 서로 다른 애착 유형들은 질적으로 서로 다른 식으로 질투를 경험하고 표현한다는 것을 보여줬다. 따라서 애착은 애착 대상 인물이 질투를 표현하는 빈도와 장식에 영향을 줌으로써, 애착은 질투가 개입돤 상호작용에서 중요한 역할을 한다.

### 사랑이 끝난 후
중요한 연인 관계가 해체된 후, 사람들은 보통 분리 블안(separation anxiety)과 비탄(grieving)을 겪는다. 비탄(Grief)은 상실의 수용으로 이어지고 연인으로부터 미련을 버리게 하는 과정이다. 이 과정동안 사람들은 서로 다른 대처 전략을 사용한다. 안정 애착 유형은 가장 효과적인 대처 전략인 지지(support)를 찾는다. 회피 애착 유형은 관계를 평가 절하하고 철수한다. 불안 애착 유형은 정서 집중 대처 정략을 사용하여 경험하는 고통에 더 많은 관심을 기울인다. 관계의 끝 이후, 안정 애착 유형은 불안정 애착 유형보다 전반적인 정서 경험이 상대적으로 덜 부정적인 경향이 있다.
불안 및 회피 애착 유형은 이른바 "페이스북 스토킹(Facebook stalking)"이라고도 하는 대인관계 전자 감시(interpersonal electronic surveillance, IES)의 전조가 된다. 이러한 행동은 전념(commitment)과 양적 상관성을 보이며, 그에 따라 애착과도 상관성이 있다. 불안 애착은 양적, 회피 애착은 음적 상관성이 있다. 그리하여, 이전 파트너에 대한 인터넷 감시는 애착과 밀접한 관련이 있다. 그러나 IES와 고통은 피드백 루프(feedback loop)로 기능하며, 그 안에서 감시의 증대는 고통을 증대시키며, 역으로 고통의 증대가 감시의 증대를 가져오기도 한다. 비록 고통에 대한 대처 기제로 사용하지만, 사실 감시 증대는 불안 애착 유형에게서 고통을 증대시킨다. 성립한다.

## 같이 보기
- 내적 작동 모델
- 메리 에인스워스
- 반응성 애착 장애
- 성인 애착장애
- 애착
- 애착과 적응의 역동적-성숙적 모델
- 애착 부모화
- 애착 이론
- 애착 측정
- 애칭
- 역의존
- 인간 유대
- 일부일처제
- 자기애성 성격장애
- 장 피아제
- 정서중심치료
- 존 보울비
- 트라우마적 유대
- 페어 본드